# Iabluniv, Kaniv
Iabluniv (în ucraineană Яблунів) este o comună în raionul Kaniv, regiunea Cerkasî, Ucraina, formată numai din satul de reședință.

## Demografie
Componența lingvistică a comunei Iabluniv
     Ucraineană (96,48%)
     Rusă (3,11%)
     Alte limbi (0,41%)
Conform recensământului din 2001, majoritatea populației comunei Iabluniv era vorbitoare de ucraineană (96,48%), existând în minoritate și vorbitori de rusă (3,11%).